# Drymoda
 Drymoda  es un género que tiene tres especies de orquídeas,  de la subtribu Bulbophyllinae de la  familia (Orchidaceae). Es endémica de Birmania y Tailandia. 

## Descripción
Son pequeñas epífitas con disco como pseudobulbos.

## Especies deDrymoda
- Drymoda digitata (J.J.Sm.) Garay, Hamer & Siegerist (1994)
- Drymoda picta  Lindl. (1838) - especie tipo -
- Drymoda siamensis Schltr. (1906)